# Mucor lausannensis
Mucor lausannensis är en svampart som beskrevs av Lendn. 1907. Mucor lausannensis ingår i släktet Mucor och familjen Mucoraceae.   Inga underarter finns listade i Catalogue of Life.